# ماکس سامپه
ماکس سامپه (فرانسوی: Max Samper‎؛ زادهٔ ۲۹ ژوئن ۱۹۳۸) بازیکن فوتبال اهل فرانسه بود.
از باشگاه‌هایی که در آن بازی کرده‌است می‌توان به باشگاه فوتبال لیل اشاره کرد.
وی همچنین در تیم ملی فوتبال فرانسه بازی کرده‌است.